# Herb gminy Mikołajki Pomorskie
Herb gminy Mikołajki Pomorskie – symbol gminy Mikołajki Pomorskie w postaci herbu.

## Wygląd i symbolika
Herb przedstawia na tarczy koloru zielonego postać św. Mikołaja z aureolą w stroju biskupim, ze złotą szatą wierzchnią i srebrną spodnią. W swojej lewej ręce trzyma pastorał, a w prawej – trzy złote kule. Postać świętego w herbie nawiązuje do najstarszego kościoła w gminie (obecnie nieistniejącego, którego patronem był prawdopodobnie św. Mikołaj), a od którego być może wzięła nazwę wieś. Trzy złote kule symbolizują bochenki chleba, natomiast zielone pole – rolniczy charakter gminy.